# رومان مارتينيز
رومان فرناندو مارتينيز (بالإسبانية: Román Martínez)‏ (مواليد 27 مارس 1983 في مورون - الأرجنتين) لاعب كرة قدم أرجنتيني يلعب حاليا لصالح نادي الدرجة الأولى تينيريفي الإسباني منذ 2009 في مركز الوسط المحوري .

## روابط خارجية
- رومان مارتينيز على موقع قاعدة بيانات كرة القدم.إي يو (الإنجليزية)
- رومان مارتينيز على موقع Soccerway.com (الإنجليزية)
- رومان مارتينيز على موقع عالم كرة القدم.نت (الإنجليزية)
- رومان مارتينيز على موقع كووورة
- رومان مارتينيز على موقع AS.com (الإسبانية)